# Xerxes Larue
Pour les articles homonymes, voir Larue.
Xerxes Larue, né le 3 mai 1996, est un coureur cycliste seychellois.

## Palmarès sur route

### Par année
- 2014
  -  Champion des Seychelles du contre-la-montre
- 2016
  - Seychelles Duo Time Trial (avec Mervyn Esparon)
  - 3e du championnat des Seychelles sur route
- 2017
  - Seychelles Duo Time Trial (avec Dominic Arrisol)
  - Labour Tour :
    - Classement général
    - 3e (contre-la-montre) et 5e étapes

  - 2e du championnat des Seychelles du contre-la-montre

### Classements mondiaux
| Année           | 2017 |
| --------------- | ---- |
| UCI Africa Tour | 211e |

## Palmarès sur piste

### Championnats d'Afrique
- Durban 2017
  -  Médaillé de bronze de la vitesse par équipes